# Operation Chettyford
 Der er for få eller ingen kildehenvisninger i denne artikel, hvilket er et problem. Du kan hjælpe ved at angive troværdige kilder til de påstande, som fremføres i artiklen.

Operation Chettyford var under 2. verdenskrig en taktisk vildledningsplan for at støtte den allierede invasion ved Anzio i 1944. George Patton lavede et veloffentliggjort besøg til enheder omkring Kairo. Nogle dobbeltagenter blev brugt til at misinformere tyskerne om at en stor invasion af Balkan var planlagt.